# Црнолеђи дујкер
Црнолеђи дујкер (лат. Cephalophus dorsalis) је врста дујкера. 

## Угроженост
Ова врста је наведена као последња брига, јер има широко распрострањење и честа је врста.

## Распрострањење
Ареал врсте Cephalophus dorsalis обухвата већи број држава. 
Врста је присутна у Нигеру, Нигерији, Анголи, Бенину, Гвинеји, Гвинеји Бисао, Уганди, Камеруну, Централноафричкој Републици, Републици Конгу, ДР Конгу, Обали Слоноваче, Екваторијалној Гвинеји, Габону, Гани, Либерији, Сијера Леонеу и Тогу.

## Станиште
Станишта врсте су шуме и саване. 